# Ряхов, Михаил Терентьевич
Михаил Терентьевич Ряхов (21 ноября 1885 — 31 августа 1971) — революционер и политический деятель.

## Биография
Родился 21 ноября 1885 года в селе Илек Оренбургской губернии в семье крестьян. Русский.
Член ВКП(б) с 1918 года.
В 1901-14 годах учитель в различных сельских школах Джамбейтинского р-на Уральской обл.
В 1914-17 годах участвовал в Первой мировой войне. Летом 1917 года ранен на фронте, находится в госпитале г. Оренбург.
В 1917-19? годах начальник Темирской уездной милиции.
С ноября 1917 года председатель Темирского совдепа, председатель Темирского уилскома и начальник гарнизона Темира.
26 февраля 1918 года на заседании Темирского Совета было решено передать всю власть в уезде Советам рабочих, крестьянских и киргизских (казахских) депутатов. В ноябре, когда произошло организованное оформление Темирской партийной организации, коммунисты избрали председателем партийного комитета Михаила Терентьевича Ряхова.
В мае 1919 года с остатками красных войск покинул Темир, захваченный белоказаками. Отступили на станцию Джурун, где влились в войска Актюбинского фронта.
В 1920-21 годах уездный военный комиссар.
12 октября 1920 года избран членом ЦИК Киргизской АССР. Член ЦИК Бурят-Монгольской АССР. Делегат учредительного съезда Советов Казахстана и первой партийной конференции Казахстана. Избирался депутатом Актюбинского уездного, городского и губернского советов. Делегат второго Всероссийского съезда Советов.
С 17 июля 1921 по 16 октября 1922 года — председатель Актюбинского губернского исполкома.
В 1923—1924 годах председатель Кустанайского губернского исполкома.
В 1925 году заместитель председателя Акмолинского губисполкома и одновременно председатель плановой комиссии, заместитель председателя Петропавловского горсовета.
В 1927-29 годах председатель плановой комиссии Бурят-Монгольской АССР.
В 1929-37 годах заведующий отделом Центрохлеб (Москва), инспектор межрайонной комиссии по продукциям и государственной сортоиспытательной комиссии.
В 1939-55 годах на ответственных должностях в сельско-хозяйственной отрасли.
В 1941-45 годах участвовал в Великой Отечественной войне. Майор административной службы. Начальник отделения кадров УРС НКО.
С 1955 или 57? года персональный пенсионер союзного значения.
Его именем названа одна из улиц г. Актюбинска.

## Награды
- Медаль «За оборону Москвы» (01.05.1944)
- Медаль «За победу над Германией в Великой Отечественной войне 1941—1945 гг.» (09.05.1945)
- Медаль «За боевые заслуги» (06.11.1945)